# Women’s Asia Cup 2006
Der Women’s Twenty20 Asia Cup 2006 war die dritte Austragung des Women’s Asia Cups, einem Cricketwettbewerb für asiatische Nationalmannschaften. Diese Ausgabe wurde zwischen dem 13. und 21. Dezember 2006 in Indien im WODI-Format ausgetragen. Im Finale konnte sich Indien mit 8 Wickets gegen Sri Lanka durchsetzen.

## Teilnehmer
Die folgenden Mannschaften nahmen an dem Turnier teil.
-Indien🇮🇳
-Pakistan🇵🇰
-Sri Lanka🇱🇰

## Austragungsort
Das folgende Stadion wurde für das Turnier als Austragungsort vorgesehen.
| Stadion                | Stadt  | Kapazität |
| ---------------------- | ------ | --------- |
| Sawai Mansingh Stadium | Jaipur | 23.185    |

## Kaderlisten
Die Mannschaften benannten die folgenden Spielerinnen für das Turnier.
| WODI | WODI | WODI | WODI |
| Indien | Pakistan | Sri Lanka |      |
| --- | --- | --- | ---- |
| - Mithali Raj (K) - Anjum Chopra - Rumeli Dhar - Preeti Dimri - Jhulan Goswami - Rajeshwari Goyal - Hemlata Kala - Thirush Kamini - Nooshin Al Khadeer - Reema Malhotra - Sulakshana Naik (wk) - Devika Palshikar - Sunetra Paranjpe - Amita Sharma | - Urooj Mumtaz (K) - Asmavia Iqbal - Batool Fatima (wk) - Bismah Maroof - Khursheed Jabeen - Maryam Butt - Nain Abidi - Qanita Jalil - Sajjida Shah - Sana Javed - Sana Mir - Shumaila Mushtaq - Tasqueen Qadeer - Sabahat Rasheed | - Shashikala Siriwardene (K) - Hiroshi Abeysinghe - Sanduni Abeywickrema - Suwini de Alwis - Sandamali Dolawatte - Sumudu Fernando - Inoka Galagedara - Randika Galhenage (wk) - Eshani Kaushalya - Nirosha Kumari - Dilani Manodara (wk) - Chamari Polgampola - Dedunu Silva - Sripali Weerakkody |      |

## Vorrunde
Tabelle
| Asia Cup  | Sp. | S | N | NR | P  | NRR |
| --------- | --- | - | - | -- | -- | --- |
| Indien    | 4   | 4 | 0 | 0  | 16 |     |
| Sri Lanka | 4   | 2 | 2 | 0  | 8  |     |
| Pakistan  | 4   | 0 | 4 | 0  | 0  |     |

Spiele
| 13. Dezember Scorecard | Jaipur | Indien 239-9 (50)          | – | Pakistan 159-6 (50) |
|                        |        | Indien gewinnt mit 80 Runs |   |                     |

Indien gewann den Münzwurf und entschied sich als Schlagmannschaft zu beginnen. Als Spielerin des Spiels wurde Amita Sharma ausgezeichnet.
| 14. Dezember Scorecard | Jaipur | Pakistan 147-9 (50)             | – | Sri Lanka 151-3 (43.2) |
|                        |        | Sri Lanka gewinnt mit 7 Wickets |   |                        |

Sri Lanka gewann den Münzwurf und entschied sich als Schlagmannschaft zu beginnen. Als Spielerin des Spiels wurde Shashikala Siriwardene ausgezeichnet.
| 15. Dezember Scorecard | Jaipur | Sri Lanka 145-8 (50)          | – | Indien 151-0 (31.3) |
|                        |        | Indien gewinnt mit 10 Wickets |   |                     |

Indien gewann den Münzwurf und entschied sich als Schlagmannschaft zu beginnen. Als Spielerinnen des Spiels wurden Sulakshana Naik und Thirush Kamini ausgezeichnet.
| 17. Dezember Scorecard | Jaipur | Pakistan 166-7 (50)             | – | Sri Lanka 167-5 (39.5) |
|                        |        | Sri Lanka gewinnt mit 5 Wickets |   |                        |

Pakistan gewann den Münzwurf und entschied sich als Schlagmannschaft zu beginnen. Als Spielerin des Spiels wurde Eshani Kaushalya ausgezeichnet.
| 18. Dezember Scorecard | Jaipur | Sri Lanka 171 (49.3)         | – | Indien 172-3 (47.2) |
|                        |        | Indien gewinnt mit 7 Wickets |   |                     |

Sri Lanka gewann den Münzwurf und entschied sich als Schlagmannschaft zu beginnen. Als Spielerin des Spiels wurde Mithali Raj ausgezeichnet.
| 19. Dezember Scorecard | Jaipur | Indien 244-7 (50)           | – | Pakistan 141-8 (50) |
|                        |        | Indien gewinnt mit 103 Runs |   |                     |

Indien gewann den Münzwurf und entschied sich als Schlagmannschaft zu beginnen. Als Spielerin des Spiels wurde Rajeshwari Goyal ausgezeichnet.

## Finale
| 21. Dezember Scorecard | Jaipur | Sri Lanka 93 (44.1)          | – | Indien 95-2 (27.5) |
|                        |        | Indien gewinnt mit 8 Wickets |   |                    |

Sri Lanka gewann den Münzwurf und entschied sich als Schlagmannschaft zu beginnen. Für sie konnte sich zunächst Eröffnungs-Batterin Chamari Polgampola etablieren. An ihrer Seite erzielte Suwini de Alwis 11 Runs, bevor sie selbst nach 22 Runs ausschied. Von den verbliebenen Batterinnen konnte Sripali Weerakkody als einzige mit 17 Runs mehr als zehn Runs erreichen. Beste indische Bowlerinnen mit jeweils zwei Wickets waren Rumeli Dhar (für 11 Runs), Devika Palshikar (für 16 Runs) und Jhulan Goswami (für 23 Runs). Für Indien bildeten die Eröffnungs-Batterinnen Sulakshana Naik und Thirush Kamini eine erste Partnerschaft. Kamini schied nach 13 Runs aus und Naik nach 16. Danach bildeten Sunetra Paranjpe und Mithali Raj eine Partnerschaft, die die Vorgabe im 28. Over einholen konnte. Paranjpe erzielte dabei 35* Runs und Raj 14* Runs. Das sri-lankische Wicket erzielte Chamari Polgampola. Als Spielerin des Spiels wurde Sunetra Paranjpe  ausgezeichnet.